# Djedkare
Djedkare was een farao uit de 5e dynastie. De koning was ook bekend onder de namen: Djedkare Isesi en Tancheres (Manetho). Achter zijn naam wordt ook nog Isesi vastgeplakt omdat dat zijn troonnaam is. Zijn naam betekent: "de ziel van Re schrijdt voort".

## Biografie

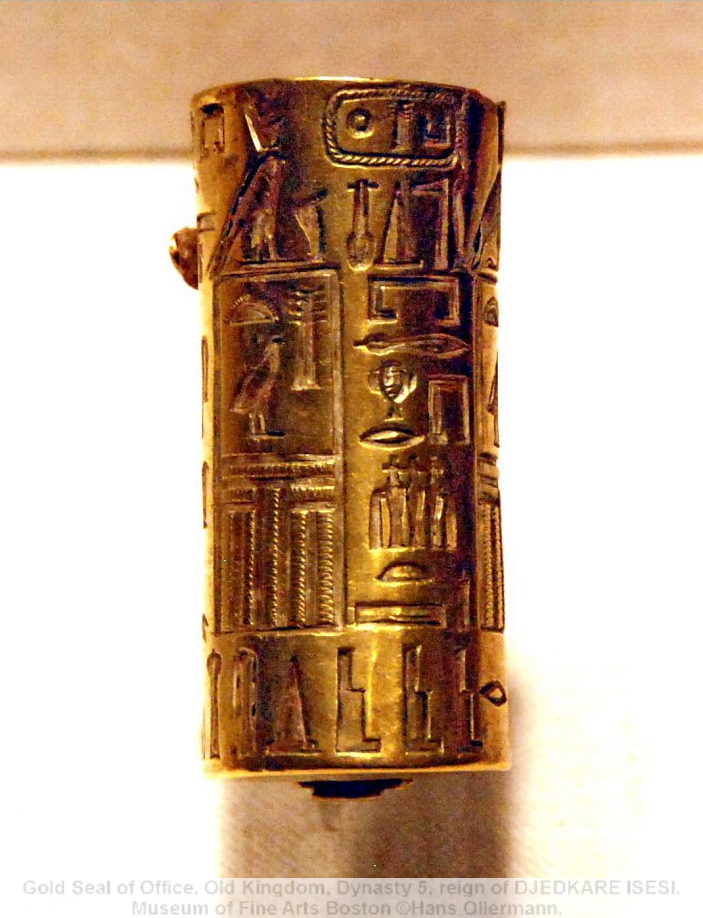
Gouden cilinder
(ca. 2381-2353 voor Chr.)
Museum of Fine Arts

Djedkare heeft volgens de Turijnse koningslijst 28 jaar geregeerd, Manetho geeft hem 38 jaar. Zijn piramide staat in Saqqara.
Hij was waarschijnlijk een zoon van Menkaoehor maar dat is niet zeker. Zijn zoon was prins Remekoei maar die ging dood voordat hij kon regeren. Zijn piramide staat net als die van anderen in Saqqara.
Er zijn verschillende sporen gevonden van de koning, zoals in de Sinaï waar hij steen haalde voor de monumenten. Maar ook in Aswan en Abydos en in Nubië. De koning heeft een tweetal expedities gevoerd naar het buitenland, in Poent en Byblos. Verder is de koning vermeld in verschillende biografieën van ambtenaren. De koning vierde vanwege zijn hoge leeftijd een Sed-festival.
In zijn regering gebeurde een aantal belangrijke dingen. De religie veranderde want de zonnereligie verloor iets van zijn macht. Een andere verandering was dat de koning begraven werd in Saqqara in plaats van Aboesir.

## Bouwwerken
- Een mogelijke zonnetempel
- Piramide in Saqqara

## Galerij

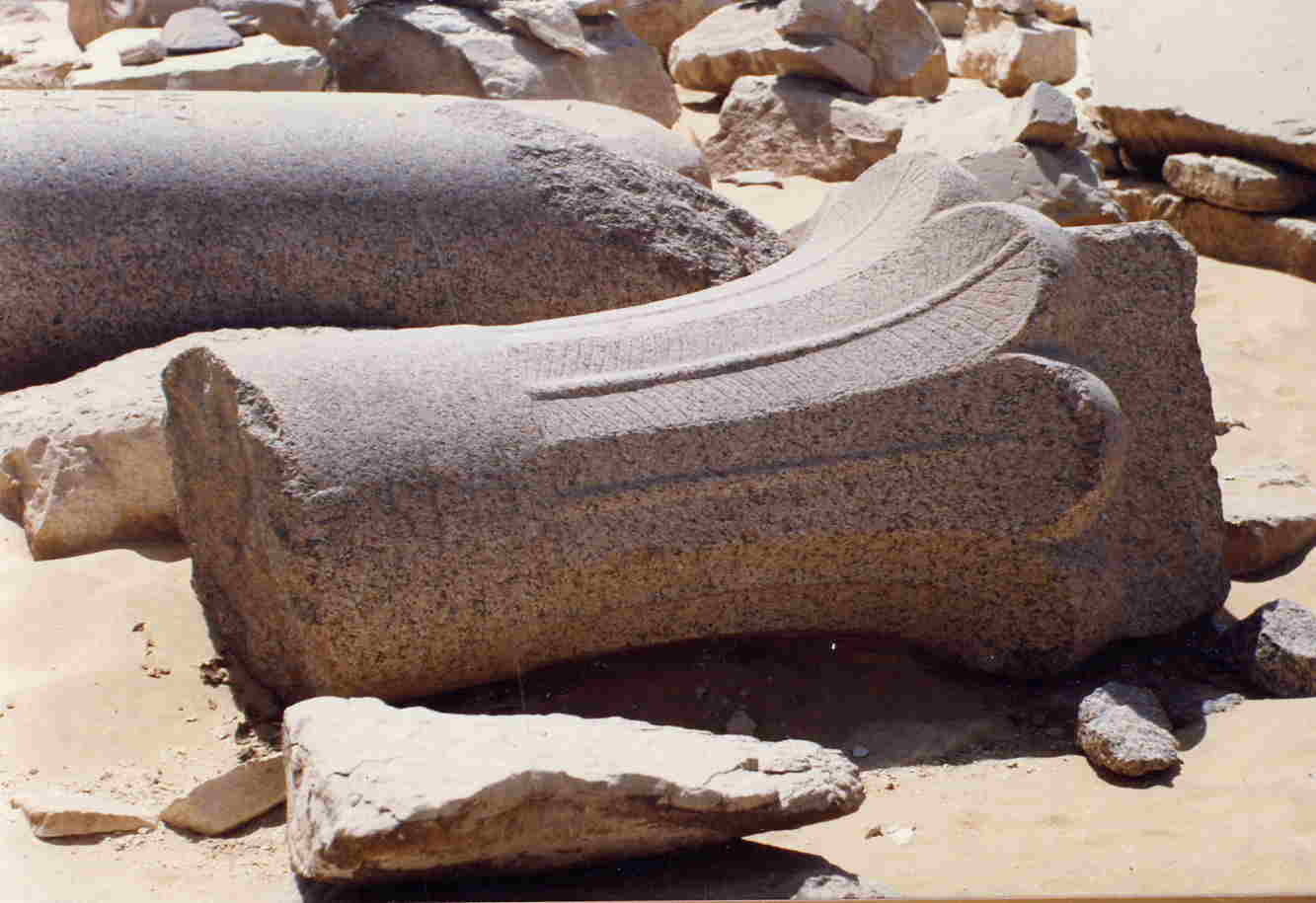
Gebroken palmzuil van de piramidetempel van Djedkare
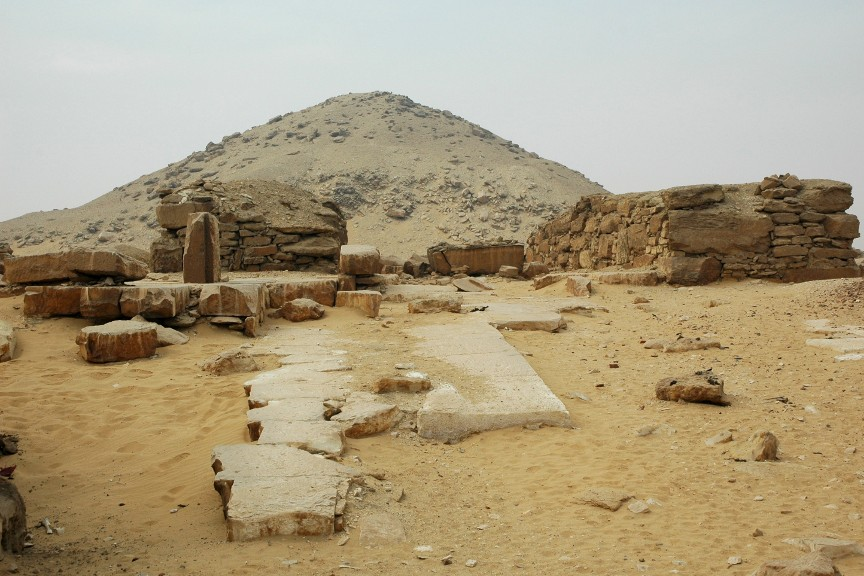
Piramide van Djedkare
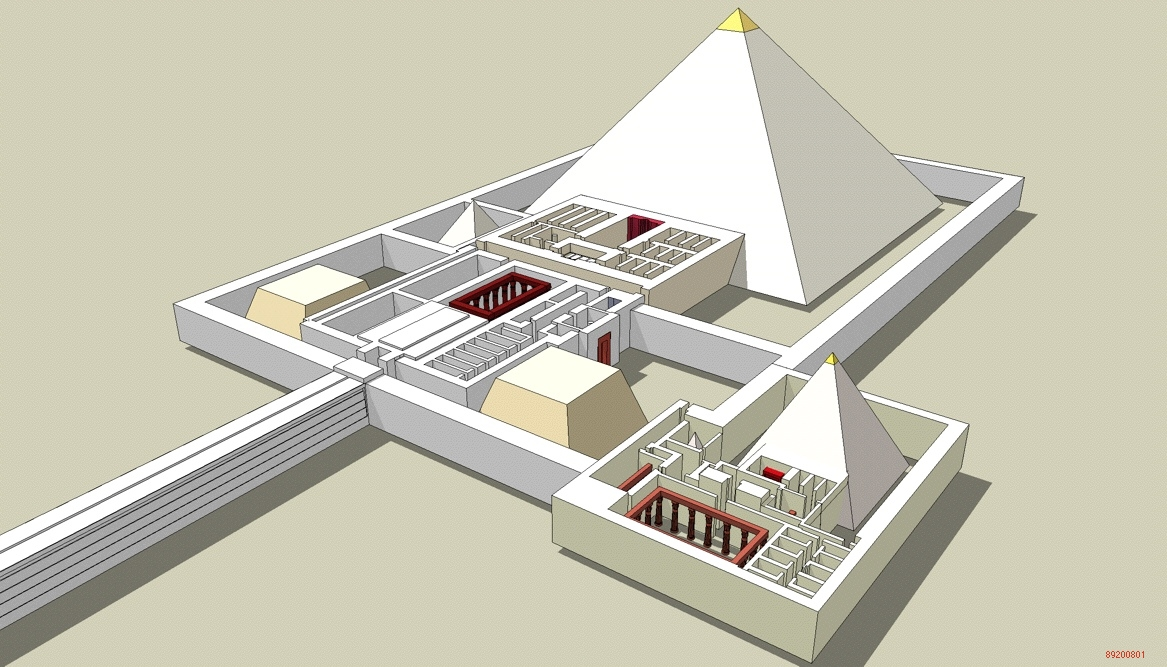
Reconstructie van de Piramide van Djedkare te Saqqara